# Ronnie Lane
Ronald Frederick "Ronnie" Lane, född 1 april 1946 i Plaistow i Newham i London, död 4 juni 1997 i Trinidad, Colorado, USA, var en brittisk musiker. 
Han är främst känd för att ha spelat basgitarr i banden Small Faces och The Faces. Han bildade bandet Ronnie Lane's Slim Chance Band och gjorde kända inspelningar av bland annat "Brother Can You Spare Me a Dime?", "One for the Road" med flera. 
Han brukade kallas för "Plonk" av bland annat fans.
Lane insjuknade i MS under 1980-talet och dog också 1997 av sjukdomen i kombination med lunginflammation. Många artister har spelat in hyllningslåtar till hans minne, bland annat Paul Weller och Susan Voelz.

## Diskografi
Album med Small Faces
- Small Faces (1966)
- Small Faces (1967)
- Ogdens' Nut Gone Flake (1968)

Album med Faces
- First Step (1970)
- Long Player (1971)
- A Nod Is as Good as a Wink... to a Blind Horse (1971)
- Ooh La La (1973)

Soloalbum
- Anymore for Anymore (1974)
- Ronnie Lane's Slim Chance (1975)
- One for the Road (1976)
- See Me (1979)

Samarbeten (urval)
- Happy Birthday (med Pete Townshend) (1970)
- I Am (med Pete Townshend) (1972)
- Mahoney's Last Stand (med Ronnie Wood) (1976)
- With Love (med Pete Townshend) (1976)
- Rough Mix (med Pete Townsend) (1977)
- Majik Mijits (med Steve Marriott) (2000, inspelad 1981)
- Victory Gardens (med John & Mary) (1991